# ユーセフ・シャヘド
ユーセフ・シャヘド（英語: Youssef Chahed 、1975年9月18日 - ）は、チュニジアの政治家。2016年から2020年まで同国首相を務めた。
2019年1月に新党・タヒヤ・チュニスを結党。2019年9月の大統領選挙では5位・得票率7.38%と惨敗した。